# Goto Juro
Goto Juro (後藤 十郎, sinh ngày 2 tháng 11 năm 1887 mất ngày 25 tháng 5 năm 1984), là thiếu tướng của quân đội Đế quốc Nhật Bản, tham gia cuộc chiến tranh Trung-Nhật lần 2.

## Tiểu sử
Ông ra sinh ở tỉnh Yamagata, tốt nghiệp khóa 19 Trường Sĩ quan Lục quân (Đế quốc Nhật Bản) trong năm 1907.
Từ năm 1934- 1935, ông chuyển đến chỉ huy Trung đoàn quận Sendai, sau đó chỉ huy Trung đoàn Bộ binh 16 của Lữ đoàn Bộ binh 15 thuộc Sư đoàn Dũng cảm cho đến năm 1937.
Khi cuộc chiến tranh Trung-Nhật lần thứ 2 bắt đầu, ông chuyển đến chỉ huy pháo đài Tsushima cho đến năm 1938, tại đây ông được thăng chức thiếu tướng và được chỉ định chỉ huy Lữ đoàn Bộ binh 132 thuộc Sư đoàn 104 Đế quốc Nhật Bản.
Ông cùng với tập đoàn quân 21 tham gia chiến dịch Quảng Châu ở miền nam Trung Quốc. Ông chỉ huy tập đoàn quân 21 tham chiến trong chiến dịch Swatow vào tháng 6 năm 1939. Quân đội của ông đã chiến đấu quyết liệt bảo vệ khu vực Quảng Châu trong cuộc phản công 1939-1940 từ lực lượng Trung Quốc Quốc Dân Đảng.
Cuối năm 1940, ông được triệu về Nhật Bản, chỉ huy Sư đoàn Depot 4, sau đó ông từ chức và nghỉ hưu. Năm 1941, ông được triệu hồi và nhận quyền chỉ huy Trung đoàn quận Yokohama cho đến năm 1942. Năm 1945, ông chỉ huy Trung đoàn quận Kofu và các lực lượng tự vệ khu vực xung quanh Kofu thuộc tỉnh Yamanashi.

### Sách
- Dorn, Frank (1974). The Sino-Japanese War, 1937-41: From Marco Polo Bridge to Pearl Harbor. MacMillan. ISBN 0025322001.
- Madej, W. Victor (1981). Japanese Armed Forces Order of Battle, 1937-1945. Allentown, PA: The Marine Corps Association.